# Sicario
Sicario är en amerikansk thrillerfilm med amerikansk premiär den 18 september 2015 och sverigepremiär samma dag. Filmen är regisserad av Denis Villeneuve och medverkas av bland andra Emily Blunt, Benicio del Toro och Josh Brolin. På Oscarsgalan 2016 nominerades Sicario för bästa filmmusik, bästa foto och bästa ljudredigering, men den förlorade mot The Hateful Eight, The Revenant och Mad Max: Fury Road respektive. 2018 hade uppföljaren Sicario 2: Soldado premiär.

## Handling
Den idealistiska FBI-agenten Kate Macer värvas till en specialstyrka ledd av Matt Graver för att jaga rätt på den mexikanska kartellbossen Manuel Díaz. Kate kastas ut i ett farofyllt uppdrag som tvingar henne att ifrågasätta allt som hon tror på – och ställer henne mot den skumma konsulten Alejandro Gillick med en livsfarlig agenda. 

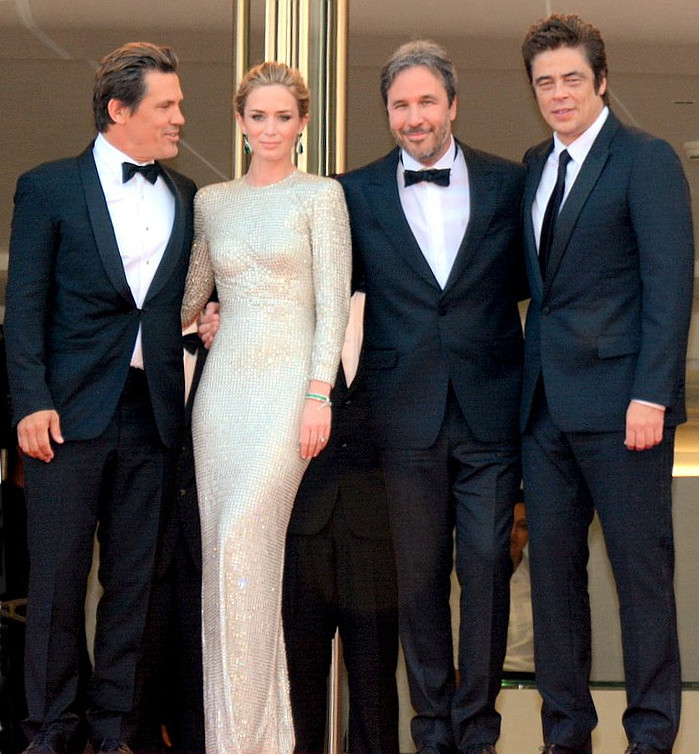
Josh Brolin, Emily Blunt, Denis Villeneuve och Benicio del Toro vid Cannesfestivalen 2015.

## Rollista i urval
| Emily Blunt           | – Kate Macer        |
| Benicio del Toro      | – Alejandro Gillick |
| Josh Brolin           | – Matt Graver       |
| Victor Garber         | – Dave Jennings     |
| Jon Bernthal          | – Ted               |
| Daniel Kaluuya        | – Reggie Wayne      |
| Jeffrey Donovan       | – Steve Forsing     |
| Raoul Trujillo        | – Rafael            |
| Julio Cesar Cedillo   | – Fausto Alarcón    |
| Hank Rogerson         | – Phil Coopers      |
| Bernando Saracino     | – Manuel Díaz       |
| Maximiliano Hernández | – Silvio            |